# Gelasimus signatus
Gelasimus signatus is een krabbensoort uit de familie van de Ocypodidae.